# Manoir du Mazonric
Le manoir du Mazonric est un manoir situé en France sur la commune de Pradelles, dans la région Auvergne-Rhône-Alpes.

## Localisation
Le manoir est situé dans le département français de la Haute-Loire, sur la commune de Pradelles, dans l'ancienne région administrative d'Auvergne.

## Historique
La structure volumétrique de cette construction datant du XVIe siècle reflète les caractéristiques de son époque, avec une tour d'escalier en avancée adjacente à un corps de logis rectangulaire. La construction du Mazonric coïncide avec la période d'expansion et de prospérité de la famille Belvezer, déjà renommée au XVe siècle pour son rang élevé dans les montres et revues, ainsi que pour ses nombreuses œuvres charitables et ses alliances prestigieuses.

## Valorisation du patrimoine
Le monument est visitable durant les Journées européennes du patrimoine.

## Protection
Les parties subsistantes du manoir du Mazonric sont inscrites au titre des monuments historiques par arrêté du 27 octobre 1986.